# Garlon

Chemický vzorec triclopyru

Garlon je komerční název pro směs látek používanou jako selektivní systémový herbicid, vyráběný firmou Dow AgroSciences. Používá se k hubení dvouděložných plevelů a náletových dřevin, pro jednoděložné traviny nebo jehličnaté stromy není toxický. Účinnou látkou Garlonu je triclopyr, respektive jeho ester či amin. Přípravek Garlon 4 obsahuje 61,6 % triclopyru, Garlon 3A obsahuje 44,4 % triclopyru, Garlon 4EC obsahuje 480 g triclopyru na 1 l přípravku. Zbytek tvoří tzv. inertní látky, které mají usnadnit aplikaci. Garlon NEW obsahuje triclopyr a fluroxypyr v množství 60 a 20 g/l. Všechny přípravky mimo účinných látek obsahují další aditiva, smáčedla a nosiče.

## Mechanismus účinku
Triclopyr narušuje růst rostlin tím, že je chemicky podobný rostlinným hormonům – auxinům. Je vstřebáván kůrou, listy či kořeny a poté se systémově přenáší do dalších částí rostliny. Po aplikaci se akumuluje v meristémech (růstově aktivních rostlinných pletivech).[zdroj?]
Triclopyr se váže na půdní částice a je málo rozpustný ve vodě. Díky tomu má za normálních okolností malý potenciál pro proniknutí do vodních zdrojů.

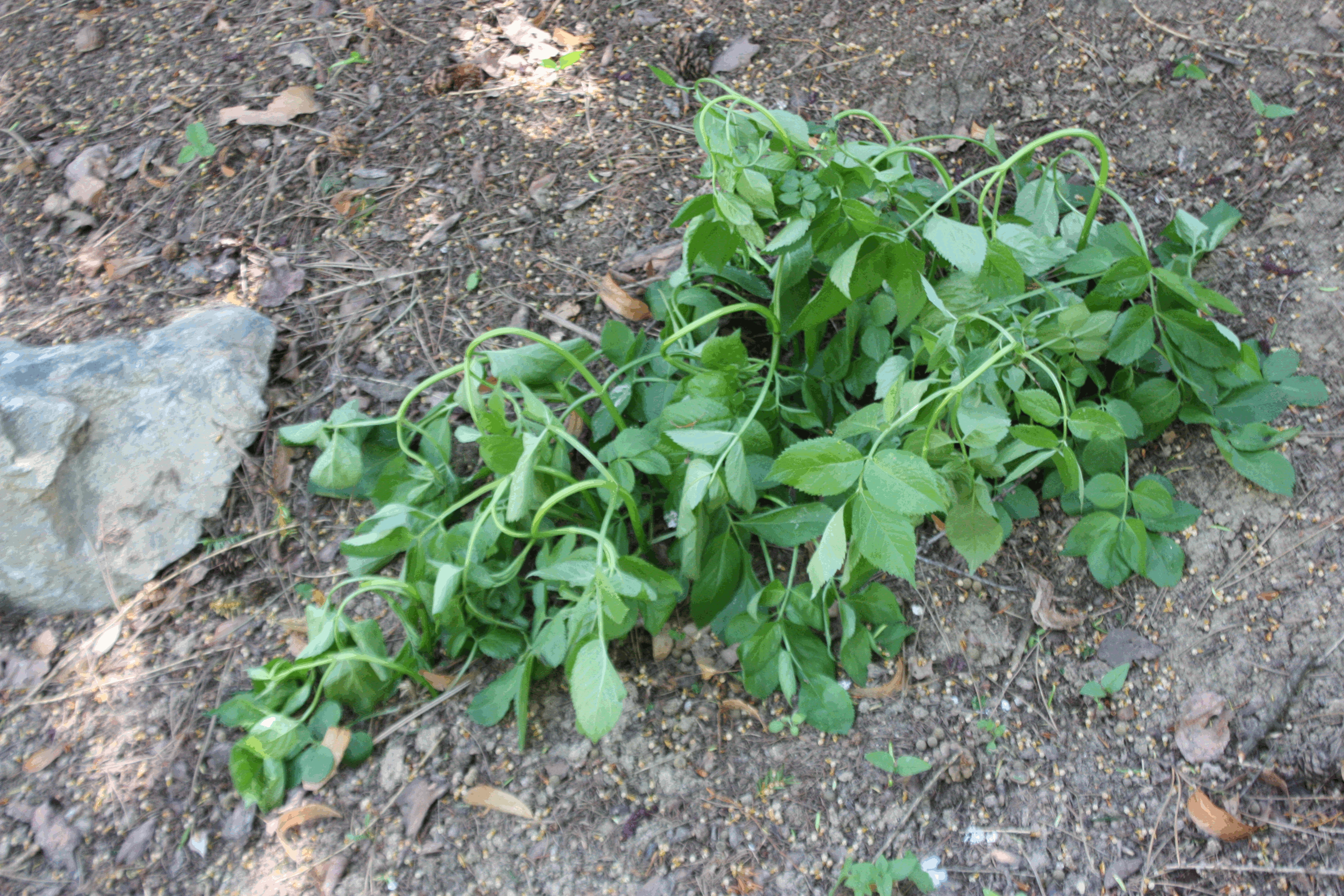
týden po aplikaci Garlonu

## Ochrana zdraví při práci
Aplikaci je třeba provádět za bezvětří nebo mírného vánku, ve směru po větru a od dalších osob. Riziko pro pracovníka je přijatelné, pokud celková doba práce s přípravkem nepřesáhne 30 min. během jednoho dne. Vstup do ošetřených prostor je možný minimálně až druhý den po poslední aplikaci. Je nutná ochranná obuv a ochranné rukavice. Jiný zdroj považuje za nutné u přípravku Garlon 4 i použití ochranného oděvu a ochrany zraku (ochranné brýle).
Při práci je zejména zakázáno používat kontaktní čočky, jíst, pít a kouřit, a to až do smytí kontaminace. Ochranný oděv je před dalším použitím třeba vyčistit. Práce s přípravkem je nevhodná pro alergické osoby, těhotné a kojící ženy a pro mladistvé.
Při ošetřování lesních porostů a v oblastech využívaných širokou veřejností je nutné aplikaci je třeba předem oznámit (např. místně příslušnému obecnímu nebo městskému úřadu) aplikaci. Je třeba zajistit vhodné označení ošetřené plochy nebo stromů (během a po dobu 7 dní po aplikaci) například nápisem: „chemicky ošetřeno, nedotýkejte se ošetřených porostů“ s doplněním časových termínů a po tuto dobu zamezit vstupu osob a pohyb zvířat do ošetřeného porostu.

## Rizika
Přípravek nesmí zasáhnout okolní porosty ani oseté pozemky nebo pozemky určené k setí. Mezi citlivé rostliny patří réva vinná a chmel. Při teplotách nad 23 °C mohou být poškozeny okolní rostliny výparem. Přípravek je doporučeno neaplikovat pokud hrozí, že bude do 3 hodin po aplikaci pršet.

### Triclopyr
V přípravku Garlon 4 je obsažen 2-butoxyethylester triklopyru (Triclopyr-2-butoxyethyl ester) v množství 60–61 %.

### Fluroxypyr
Garlon New obsahuje triklopyr v dávce 60 g/l a fluroxypyr v dávce 20 g/l.

### Aditiva a média
Garlon také obsahuje olejovité aromatické uhlovodíky (Petroleum distillates), jež jsou nosičem aktivních látek. Ty mohou být značně nebezpečné pro vodní organismy.

## Použití
Garlon je používán jako postřikový selektivní arboricidní přípravek ve formě mikroemulze určený k potlačení pařezové výmladnosti, likvidaci nežádoucích náletových dřevin, buřeně a dvouděložných plevelů na loukách, pastvinách a v lesním hospodářství, zemědělské půdě nebo dočasně neobdělávané půdě, trávnících, ovocných sadech. Garlon je jeden z mála herbicidů použitelných k účinnému hubení přesličky rolní.

## Aplikace
Přípravek je doporučeno neaplikovat pokud hrozí, že bude do 3 hodin po aplikaci pršet. Odpařování účinné látky za vyšší teploty (nad 23 °C) nejen ohrožuje okolní vegetaci, ale také snižuje účinnost přípravku.
Výhony dřevnatých rostlin nesmějí být vyšší než 1m. Aplikace přípravku se provádí lokálně, optimálně na jaře, kdy jsou plevele dostatečně vyvinuté a v plném růstu. Podzimní aplikaci se účinně ničí ostružiny. Výsev nebo výsadba na ošetřenou plochu jsou možné po půl roce od ošetření.
K potlačení pařezové výmladnosti se používá 30 % roztok který je nanášen pomocí štětce do 2 týdnů po řezu, na část zbavenou kůry. Ošetření k potlačení pařezové výmladnosti není doporučeno aplikovat na jaře, v době mízy.